# 下奥尔蒙
下奥尔蒙（法語：Ormont-Dessous）是瑞士联邦西部法语区的沃州下设的一个镇。在行政上属于埃格勒区管辖。下奥尔蒙的总面积为64.07平方公里。截至2010年底，总人口为1,021。